# Kardašova Řečice
Kardašova Řečiceⓘ (niem. Kardasch Retschitz) − miasto w Czechach, w kraju południowoczeskim. Według danych z 31 grudnia 2003 powierzchnia miasta wynosiła 4 583 ha, a liczba jego mieszkańców 2071 osób.

## Demografia
| Rok             | 1970  | 1980  | 1991  | 2001  | 2003  |
| --------------- | ----- | ----- | ----- | ----- | ----- |
| Liczba ludności | 2 185 | 2 135 | 2 105 | 2 033 | 2 071 |

Źródło: Czeski Urząd Statystyczny